# Solenocaulon cervicorne
Solenocaulon cervicorne is een zachte koraalsoort uit de familie Anthothelidae. De koraalsoort komt uit het geslacht Solenocaulon. Solenocaulon cervicorne werd in 1870 voor het eerst wetenschappelijk beschreven door Gray. 